# Trentepohlia exornata
Trentepohlia exornata är en tvåvingeart som beskrevs av Ernst Evald Bergroth 1888. Trentepohlia exornata ingår i släktet Trentepohlia och familjen småharkrankar. Inga underarter finns listade i Catalogue of Life.